# Jean-Jacques Acquevillo
Jean-Jacques Acquevillo (* 17. Januar 1989 in Le Lamentin) ist ein französischer Handballspieler von der Insel Martinique.

## Karriere

### Verein
Jean-Jacques Acquevillo lernte das Handballspielen bei FR Palmiste und SC Lamantinois auf Martinique. Im Sommer 2008 kam er auf das französische Festland und lief für ALC Longvic und den Drittligisten Grenoble-St-Martin-d'Hères auf. 2014 wurde der 1,95 m große linke Rückraumspieler vom Drittligisten Saran Loiret Handball verpflichtet. Mit Saran stieg er in der ersten Saison bereits in die zweite französische Liga (Pro D2) auf. 2016 gelang als Meister der Pro D2 der direkte Durchmarsch in die Ligue Nationale de Handball (LNH). In der Saison 2016/17 konnte Acquevillo mit Saran die Klasse auf Grund der um vier Tore besseren Tordifferenz gegenüber US Créteil HB halten. Ein Jahr darauf musste die Mannschaft als Tabellenvorletzter in die zweite Liga zurück. Acquevillo, mit 112 Treffern zehntbester Torschütze der LNH, wechselte daraufhin zum Drittletzten Cesson Rennes Métropole HB. Nachdem er auch in der Saison 2018/19 mit dem Team aus Cesson-Sévigné in die Pro D2 absteigen musste, schloss er sich USAM Nîmes Gard an. Mit Nîmes belegte er 2019/20 den dritten Rang und nahm erstmals am Europapokal teil. Im EHF-Pokal 2019/20 erreichte die Mannschaft die Gruppenphase. Auch 2020/21 und 2021/22 spielte Nîmes in der EHF European League.

### Nationalmannschaft
In der französischen A-Nationalmannschaft debütierte Jean-Jacques Acquevillo mit zwei Toren beim 37:17 gegen Litauen am 13. Juni 2019 in Klaipėda. Drei Tage darauf warf er fünf Treffer beim 34:25 gegen Rumänien in Nantes. Zur Weltmeisterschaft 2021 wurde er für den verletzten Elohim Prandi in das französische Aufgebot berufen und traf neunmal in sechs Partien. Frankreich unterlag im Spiel um Bronze Dänemark. Insgesamt bestritt er 14 Länderspiele, in denen er 20 Tore erzielte.